# Imaging & Microscopy
Die Imaging & Microscopy ist eine europaweit im GIT Verlag erscheinende Fachzeitschrift mit Fokus auf Anwendungen und Produkten rund um das Thema Bildverarbeitung, Mikroskopie und andere Abbildungsverfahren sowie das methodische Umfeld im Labor, wie  Probenpräparation und Probenhandling. Ständige Rubriken der Zeitschrift sind Licht-, Elektronen- und Rastersondenmikroskopie, digitale Bildanalyse sowie visualisierte Elementanalyse.
Imaging & Microscopy erscheint auf Englisch viermal jährlich in einer Auflage von 18.000 Exemplaren.
Die Zeitschrift ist offizielles Organ der European Microscopy Society (EMS).